# Ураи (Бразилия)
Ураи (порт. Uraí)  —  муниципалитет в Бразилии, входит в штат Парана. Составная часть мезорегиона Север Пиунейру-Паранаэнси. Входит в экономико-статистический  микрорегион Асаи. Население составляет 10 824 человека на 2006 год. Занимает площадь 237,806 км². Плотность населения — 45,5 чел./км².
Праздник города — 5 мая. 

## История
Город основан в 1936 году.

## Статистика
- Валовой внутренний продукт на 2003 год составляет 64 355 792,00 реалов (данные: Бразильский институт географии и статистики).
- Валовой внутренний продукт на душу населения на 2003 год составляет 5691,68 реалов (данные: Бразильский институт географии и статистики).
- Индекс развития человеческого потенциала на 2000 год составляет 0,751 (данные: Программа развития ООН).

## География
Климат местности: субтропический. В соответствии с классификацией Кёппена, климат относится к категории Cfb.